# Cubazomus armasi
Espèce
Synonymes
- Schizomus armasi Rowland & Reddell, 1981

Cubazomus armasi est une espèce de schizomides de la famille des Hubbardiidae.

## Distribution
Cette espèce est endémique de la province de Santiago de Cuba à Cuba,. Elle se rencontre vers El Cobre.

## Taxonomie
Le nom valide complet (avec auteur) de ce taxon est Cubazomus armasi (Rowland and Reddell, 1981).

### Étymologie
Cette espèce est nommée en l'honneur de Luis F. de Armas.

## Publication originale
- Rowland & Reddell, 1981 : The order Schizomida (Arachnida) in the New World. 4. goodnightorum and briggsi groups and unplaced species (Schizomidae: Schizomus). Journal of Arachnology, vol. 9, no 1, p. 19-46 (texte original).